# Коваленко Ігор Миколайович (біолог)
Коваленко Ігор Миколайович (нар. 29 серпня 1977, Лебедин) — ректор Сумського національного аграрного університету, доктор біологічних наук (2016).

## Біографія
Народився в місті Лебедин Сумської області. У 1999 році з відзнакою закінчив Сумський державний аграрний університет за спеціальністю «Агрономія» та отримав кваліфікацію «вчений агроном».
З квітня 1999 року працював на посаді агронома-насіннєвода науково-дослідного господарства Сумського державного аграрного університету.
У 1999—2003 рр. І. М. Коваленко на базі Сумського державного аграрного університету навчався в аспірантурі під керівництвом видатного вченого, доктора біолоігчних наук, професора, заслуженого діяча науки і техніки України Юліана Злобіна. Активно займався дослідженнями в галузі популяційної ботаніки, вивчав особливості популяційної структури домінантів трав, яно-чагарничкового ярусу новоствореного на той час Національного природного парку «Деснянсько-Старогутський».
З листопада 2000 року працював на кафедрі ботаніки та фізіології сільськогосподарських рослин на посадах викладача-стажиста, асистента та доцента.
З 2003 року виконував обов'язки заступника декана агрономічного факультету з наукової роботи.
З серпня 2007 року — деканом факультету агротехнологій та природокористування.

## Наукова діяльність
У 2003 році захистив кандидатську дисертацію на тему: «Структура популяцій основних домінантів трав'яно-чагарничкового ярусу лісових масивах Деснянсько-Старогутського національного парку».
у грудні 2016 року захистив докторську дисертацію «Еколого-біологічні властивості трав'яно-чагарничкового покриву лісових екосистем Північного Сходу України» за спеціальністю «Екологія».
Коваленко І. М. є науковим керівником робіт аспірантів за спеціальністю «Ботаніка», має більше 60 наукових праць, в тому числі в міжнародних фахових виданнях.